# Златиница
Златиница е село в Югоизточна България. То се намира в община Болярово, област Ямбол, на 10 km от общинския център Болярово, на 12 km от Елхово и на 49 km от областния център Ямбол.

## История

### Име
Според местна легенда, настоящото име на селото възниква по време на османската власт. В селото живеел богат турчин, който успял да въдвори мир и спокойствие между българи и турци. Бил уважаван и почитан. Той нямал деца и наследници и преди да почине, пожелал богатството му да се раздаде на хората. След смъртта му злато не било намерено и хората почнали да говорят, че то било заровено в огромна делва някъде в селото.
Старото име на селото е било Дауд Беглия. Легендите за новото име са няколко. Има легенда, че селото е приело името на съседна местност наречена на нападната от турците девойка Златина. Друга легенда разказва за многото тиня, която е имало навремето и от там зла тиня. Историите за злато също са много. Една от тях разказва за тунел под селото започващ от църквата и стигащ до несметни богатства. Има версия, че по време на руско-турската освободителна война турците са закопали до местен извор голямо съкровище и са избягали. В района има и друга могила, за която погрешно се смята, че е разкопана от иманяри. От нея преди време се следеше за пожари, а дупката в най-горната и част не е копана от иманяри, а от деца, за да се пошегуват със свой приятел. Хайдутите в района също са закопавали съкровища. Един от тях е Кара Кольо. Селото е било много богато и с много жители преди комунистическия режим. Сега е пусто, но красиво повече от всякога.

## Културни и природни забележителности
През 2005 година екип археолози начело с Даниела Агре открива в Голямата могила между селата Златиница и Маломирово могилен гроб на тракийски аристократ, датиран към средата на IV век пр.н.е.
Находките включват златен венец с апликации, пръстен – печат, наколенник и два ритона от сребро. Изложени са в Националния Исторически Музей в София.
- Златен венец
- Сребърен ритон с позлата
- Наколенникът